# Jonchères
Jonchères ist eine französische Gemeinde mit 26 Einwohnern (Stand 1. Januar 2022) im Département Drôme in der Region Auvergne-Rhône-Alpes. Sie gehört zum Arrondissement Die und zum Kanton Le Diois.

## Geografie, Infrastruktur
Nachbargemeinden sind Aucelon im Nordwesten, Poyols im Norden, Beaumont-en-Diois im Nordosten, Bellegarde-en-Diois im Südosten, La Motte-Chalancon und Chalancon im Südwesten und Volvent im Westen. Jonchères liegt an der Cevennenbahn. Die nächsten bedienten Stationen befinden sich in Chapeauroux und Langogne. 

## Weblinks

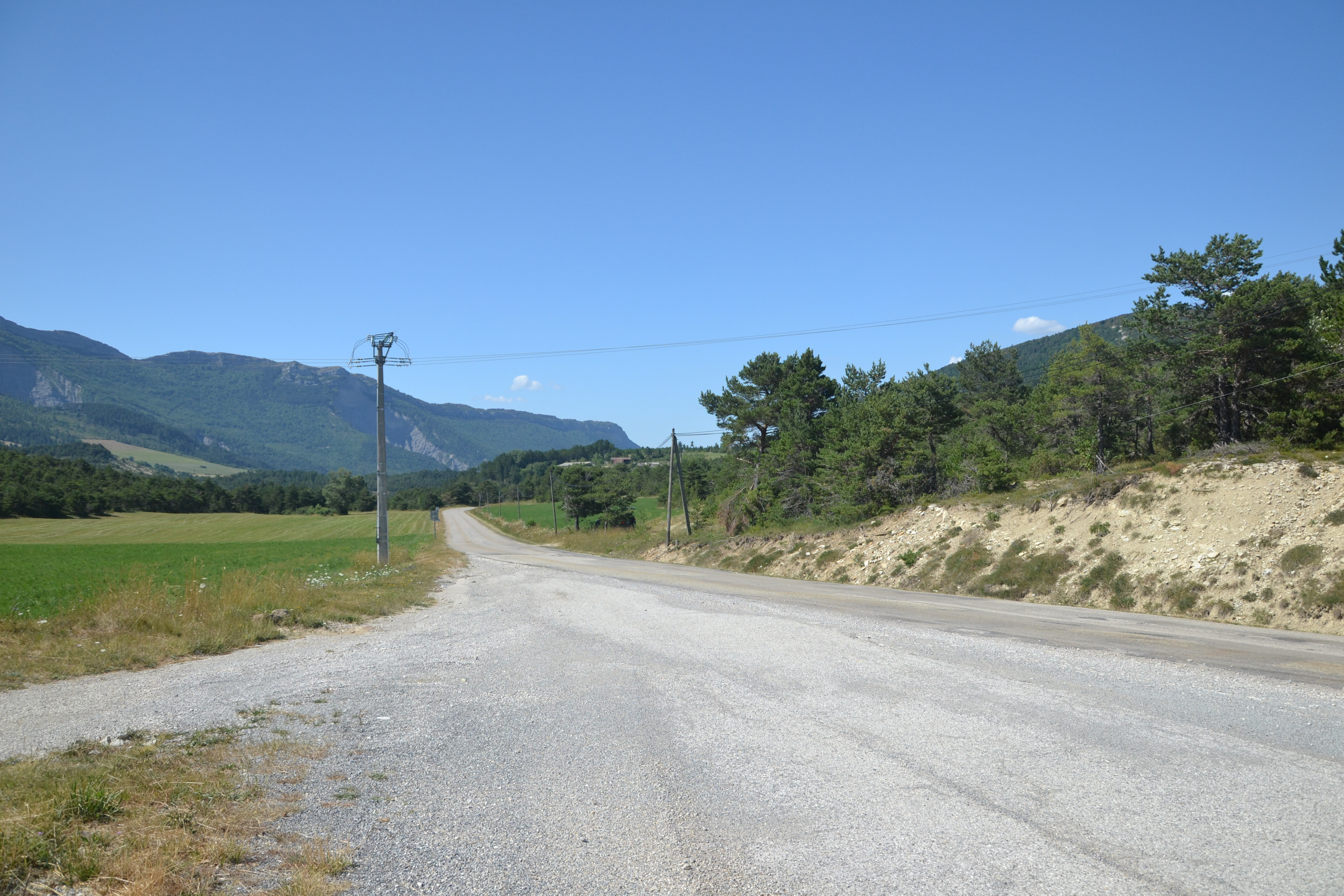
Col de Prémol

## Bevölkerungsentwicklung
| Jahr                       | 1962 | 1968 | 1975 | 1982 | 1990 | 1999 | 2008 | 2016 |
| -------------------------- | ---- | ---- | ---- | ---- | ---- | ---- | ---- | ---- |
| Einwohner                  | 54   | 39   | 50   | 37   | 50   | 35   | 37   | 29   |
| Quellen: Cassini und INSEE |      |      |      |      |      |      |      |      |